# Gościsław (województwo zachodniopomorskie)
Gościsław – osada w Polsce położona w województwie zachodniopomorskim, w powiecie łobeskim, w gminie Węgorzyno.
W latach 1975–1998 miejscowość administracyjnie należała do województwa szczecińskiego.